# Cuba (Beskid Wyspowy)
Cuba (596 m) – wzgórze w Beskidzie Wyspowym. Znajduje się po wschodniej stronie przełęczy Widoma (535 m), która oddziela go od wschodniego grzbietu Kamionnej (801 m). Przez Widomą prowadzi droga wojewódzka nr 965. Na wprost Cuby znajduje się przy niej punkt widokowy z tablicami informacyjnymi, miejscem parkingowym i ławkami. Od miejsca tego prowadzi droga do północnych stoków Cuby.
Cubę łatwo rozpoznać można po znajdującej się na niej wieży przekaźnikowej. Wzniesienie jest częściowo zalesione, częściowo zaś zajęte przez pola uprawne miejscowości Laskowa i Rozdziele. Przez Cubę przebiega granica między tymi miejscowościami, będąca równocześnie granicą między powiatem limanowskim a powiatem bocheńskim. Spod Cuby spływa Potok Nagórski uchodzący w Laskowej do rzeki Łososina oraz trzy mniejsze potoki uchodzące do Rozdzielca.
Na rozstaju dróg na Cubie znajduje się zabytkowy krzyż. Został zbudowany w 1887 r. z fundacji Jakuba Gołąba na pamiątkę epidemii cholery. Krzyż zatknięty jest na mogile ofiar tej epidemii, która panoszyła się w tym okresie w Rozdzielu. Rozdzielanie mając daleko do żegockiego kościoła i cmentarza „chowali” zmarłych w tym miejscu. Również podczas I wojny światowej licznie pochowano tam żołnierzy różnych narodowości (później zostali ekshumowani i przeniesieni na cmentarz wojenny nr 357 na Jastrząbce).
Cuba to niskie wzgórze; względna wysokość nad przełęczą Widoma wynosi tylko 61 m. Nad doliną potoku Rozdzielec wznosi się około 127 m.